# Pneumatopteris lucida
Pneumatopteris lucida är en kärrbräkenväxtart som först beskrevs av Bak., och fick sitt nu gällande namn av Holtt. Pneumatopteris lucida ingår i släktet Pneumatopteris och familjen Thelypteridaceae. Inga underarter finns listade.